# Der kleine Hobbnix
Der kleine Hobbnix oder Der Hobbnix (englischer Originaltitel: The Soddit or Let's Cash In Again) ist eine unter dem Pseudonym A. R. R. R. Roberts von Adam Roberts geschriebene Parodie auf J. R. R. Tolkiens bekannten Roman Der kleine Hobbit. Die Parodie erschien erstmals 2003 in englischer Sprache und 2004 erstmals in einer deutschen Übersetzung.

## Handlung
Der Hobbnix Bingo Beutlgrabscher reist mit einer Gruppe Zwerge zum einzigen Berg. Die Gruppe wird im Laufe der Handlung jedoch immer kleiner, da ein Zwerg nach dem anderen bei verschiedenen Zwischenfällen ums Leben kommt. Einer der Zwerge wird durch den schwachsinnigen Zauberer Ganzalt aus Versehen geköpft, als er gerade gegen Goblins (truthahnähnliche Wesen) kämpft. Bingo weiß jedoch nicht, warum er mit den Zwergen reist, da sie ihm das Ziel der Reise nicht sagen wollen und immer halbherzige Andeutungen von einem Schatz machen. Auf dieser Reise wird Bingo zum Helden, weil er unter anderem das „Ding“ findet, das alles, was man durch es durchspricht, ins schlimmstmögliche Gegenteil verwandelt. (Im Original findet er einen Ring mit gänzlich anderen Eigenschaften.)
Ähnlich wie im Original gehört Es davor einem seltsamen Lebewesen, dem trübsinnigen Philosophen Schmollum.
Andere Parallelen sind die Gefangennahme durch kommunistische Spinnen. Dem Tod können sie nur durch das „Ding“ entgehen.
Das Ziel der Reise ist der Wohnort des Drachen Schmauch, zu dem Bingo durch einen Schornstein kommt.
Anders als im Hobbit wollen die Zwerge ihn nicht töten, sondern ihm Ganzalt zur Aufsicht geben, der sich ebenfalls in einen Drachen verwandeln soll. Das bekommt Bingo aber erst nach seinem Besuch beim (freundlichen) Schmauch gesagt, der darauf nach „Essmabrot“, der Stadt am See, fliegt, um einige Missverständnisse zu klären. Dabei wird er jedoch getötet.
Am Ende des Buches kommt es zu einer Schlacht zwischen Goblins und den (schwulen) Elben, den Menschen aus der Stadt am See, Bingo und den fünf verbliebenen Zwergen. Diese Schlacht gewinnen die Goblins und alle anderen kapitulieren. Anstatt das „Ding“ preiszugeben, gibt Bingo den Goblins jedoch einen Edelstein, den er bei Schmauch gefunden hat. Kurz darauf spricht er das Wort „Krieg“ durch das „Ding“, wodurch alle Krieg führenden Wesen getötet werden, so auch die Goblins, die von einem Steinhagel getötet werden.

### Übersetzung
Ein wichtiges Stilelement der Parodie ist der walisische Dialekt der Zwerge, der in der deutschen Übersetzung von Ute Brammertz als „deutsch-türkische“ Jugendsprache berücksichtigt wurde.

### Nachfolger
2013 veröffentlichte Roberts einen Nachfolgeband unter dem Titel I, Soddit: The Autobiography, der ein Jahr später unter dem Titel Der Hobbnix 2 (Heyne, München 2014, übersetzt von Alexander Lang) auch in deutscher Sprache erschien.